# Ramóna Papaïoánnou
Pour les articles homonymes, voir Papaioannou.
Ánna Ramóna Papaïoánnou (en grec moderne Ραμώνα Παπαϊωάννου, née le 15 juin 1989 à Cholargos en Grèce) est une athlète grecque, chypriote et brésilienne, concourant pour Chypre, spécialiste du sprint.

## Carrière
Sextuple championne des Jeux des petits États d'Europe, elle porte son record sur 100 m à 11 s 36 à Stara Zagora lors des Championnats d'Europe par équipes de 2015, échouant seulement à trois centièmes du record de Chypre. Elle améliore ce temps en série des championnats du monde de Pékin en 11 s 29 mais ce temps n'est pas reconnu comme record de Chypre dû à un vent trop favorable (+ 2,3 m/s).
Elle a également participé aux Championnats du monde en salle 2014 à Sopot sur 60 m où elle s'est inclinée dès les séries en prenant la quatrième place de sa course en 7 s 45. Elle établit un nouveau record de Chypre du 100 m en 11 s 25 lors des Championnats nationaux.
Eliminée en demi-finale du 100 m lors des Championnats d'Europe d'Amsterdam 2016, Papaïoánnou établit avec ses compatriotes (Eléni Artymatá, Olivia Fotopoulou et Filippa Fotopoulou) du relais 4 x 100 m un nouveau record national en série en 43 s 87, améliorant de près d'une seconde l'ancienne marque de 2015 (44 s 75). Les Chypriotes échouent cependant pour la qualification en finale, se classant 9e.
Son père est le footballeur international grec Pavlos Papaioannous.

## Palmarès
| Date | Compétition                       | Lieu         | Résultat | Épreuve   | Temps         |
| ---- | --------------------------------- | ------------ | -------- | --------- | ------------- |
| 2005 | Jeux des petits États d'Europe    | Andorre      | 3e       | 400 m     | 58 s 10       |
| 2007 | Jeux des petits États d'Europe    | Monaco       | 1re      | 4 x 400 m | 3 min 45 s 17 |
| 2009 | Jeux méditerranéens               | Pescara      | 4e       | 4 × 100 m | 46 s 91       |
| 2009 | Jeux des petits États d'Europe    | Nicosie      | 2e       | 100 m     | 11 s 91       |
| 2009 | Jeux des petits États d'Europe    | Nicosie      | 2e       | 200 m     | 24 s 65       |
| 2009 | Jeux des petits États d'Europe    | Nicosie      | 1re      | 4 × 100 m | 45 s 98       |
| 2010 | Championnats d'Europe par équipes | Il-Marsa     | 2e       | 4 x 100 m | 46 s 41       |
| 2011 | Championnats d'Europe par équipes | Reykjavik    | 1re      | 100 m     | 11 s 88       |
| 2011 | Championnats d'Europe par équipes | Reykjavik    | 2e       | 200 m     | 24 s 48       |
| 2011 | Jeux des petits États d'Europe    | Schaan       | 1re      | 100 m     | 11 s 86       |
| 2011 | Jeux des petits États d'Europe    | Schaan       | 2e       | 200 m     | 24 s 27       |
| 2011 | Jeux des petits États d'Europe    | Schaan       | 2e       | 4 × 100 m | 47 s 08       |
| 2013 | Jeux méditerranéens               | Mersin       | 7e       | 100 m     | 11 s 89       |
| 2013 | Jeux méditerranéens               | Mersin       | 5e       | 200 m     | 23 s 66       |
| 2013 | Jeux méditerranéens               | Mersin       | 2e       | 4 × 100 m | 44 s 79       |
| 2013 | Jeux des petits États d'Europe    | Luxembourg   | 1re      | 100 m     | 11 s 57       |
| 2013 | Jeux des petits États d'Europe    | Luxembourg   | 1re      | 200 m     | 23 s 40       |
| 2013 | Jeux des petits États d'Europe    | Luxembourg   | 1re      | 4 × 100 m | 46 s 02       |
| 2014 | Championnats d'Europe par équipes | Tbilissi     | 1re      | 100 m     | 11 s 45       |
| 2014 | Championnats d'Europe par équipes | Tbilissi     | 1re      | 4 × 100 m | 45 s 11       |
| 2015 | Championnats d'Europe par équipes | Stara Zagora | 2e       | 100 m     | 11 s 36       |
| 2015 | Championnats d'Europe par équipes | Stara Zagora | 1re      | 4 x 100 m | 44 s 75       |
| 2015 | Championnats des Balkans          | Pitești      | 2e       | 100 m     | 11 s 43       |
| 2015 | Championnats des Balkans          | Pitești      | 2e       | 200 m     | 23 s 25       |
| 2016 | Championnats d'Europe             | Amsterdam    | 9e       | 4 x 100 m | 43 s 87       |
| 2018 | Championnats des Balkans          | Stara Zagora | finale   | 100 m     | DNS           |
| 2019 | Championnats d'Europe par équipes | Varazdin     | 1re      | 4 x 100 m | 44 s 15       |

## Records
| Épreuve   | Performance  | Lieu           | Date           |
| --------- | ------------ | -------------- | -------------- |
| 60 m      | 7 s 33 (NR)  | Le Pirée       | 8 février 2014 |
| 100 m     | 11 s 25 (NR) | Nicosie        | 19 juin 2016   |
| 200 m     | 23 s 10      | Rio de Janeiro | 15 août 2016   |
| 4 × 100 m | 43 s 87 (NR) | Amsterdam      | 9 juillet 2016 |